# Xã Hahnaman, Quận Whiteside, Illinois
Xã Hahnaman (tiếng Anh: Hahnaman Township) là một xã thuộc quận Whiteside, tiểu bang Illinois, Hoa Kỳ. Năm 2010, dân số của xã này là 399 người.